# Gustav Ulrich (Politiker)
Gustav Ulrich (* 9. April 1882 in Rutzenmoos; † 9. April 1953 in Neuwied) war ein deutscher Richter und Politiker (CDU). 

## Leben
Ulrich, der evangelischer Konfession war, lebte seit 1885 in Scheidt bei Saarbrücken. Nach einem Studium der Rechtswissenschaften legte er 1905 die Referendarprüfung in Kassel und 1911 das Große Staatsexamen in Berlin ab. Er war Assessor am Amtsgericht Saarbrücken. Von 1914 bis 1918 war er Soldat im Ersten Weltkrieg (zuletzt als Oberleutnant und Batterieführer). 1919 wurde er Amtsrichter in Saarbrücken, 1921–1922 war er kommissarisch in Ahrweiler und Cochem beschäftigt und ab 1923 Amtsgerichtsrat am Amtsgericht Neuwied. Zwischen 1923 und 1924 wurde er aus dem besetzten Rheinland ausgewiesen. Von 1927 bis 1937 arbeitete er als Vorsitzender des Arbeitsgerichts in Neuwied. 1933 wurde er als dienstältester Amtsrichter bei der Neubesetzung der Position des Amtsgerichtsdirektors in Neuwied übergangen, da er kein Mitglied der NSDAP war. Er wurde stattdessen Vorsitzender des Anerbengerichts in Neuwied. 1937 erhielt er im Rahmen eines Disziplinarverfahrens eine dienstliche Warnung wegen Nichtgebrauchs der Worte „Heil Hitler!“ bei Anwendung des „Deutschen Grußes“. Im Zweiten Weltkrieg war er von 1939 bis 1944 Wehrmachtsbeamter bei der Wehrkreisverwaltung XII Wiesbaden (zuletzt im Range eines Oberstabsintendanten). Nach dem Krieg wurde er 1945 Amtsgerichtsdirektor in Neuwied.
Sein Sohn Hans-Joachim Ulrich war von 1973 bis 1991 Koblenzer Generalstaatsanwalt.

## Politik
In der Weimarer Republik war er 1919 bis 1933 Mitglied der Deutschnationalen Volkspartei. 1919 bis 1922 war er auch Mitglied des Deutsch-Völkischen Schutz- und Trutzbunds und 1930–1933 Mitglied des Stahlhelms (bis 1932 Führer der Ortsgruppe Neuwied). 1936 wurde er Mitglied der Nationalsozialistischen Volkswohlfahrt.
Nach dem Zweiten Weltkrieg wurde er CDU-Mitglied und wurde von der Besatzungsmacht als Bürgermeister von Neuwied eingesetzt. 1946 gehörte er der Beratenden Landesversammlung an.